# Niederschöntal
Niederschöntal, parfois également simplement appelé Schöntal ou Nieder-Schönthal, est une localité suisse du canton de Bâle-Campagne.

## Histoire
La première mention de la localité de 1464, lorsqu'une chaudronnerie et un martinet y sont construits. L'activité sidérurgique se poursuit à Niederschöntal jusqu'en 1863, pour être ensuite remplacée par des filatures de coton dont la dernière ferme ses portes en 1973. De nos jours, la localité est principalement résidentielle.

## Personnalités liées à la localité
Godefroy de Blonay, membre du Comité international olympique ainsi que John Salathé, grimpeur, sont originaires de cette localité.